# Tracy Jaeckel
Tracy Hugo Jaeckel (ur. 6 lutego 1905 w Nowym Jorku, zm. 6 sierpnia 1969 w Point O'Woods) – amerykański szpadzista, brązowy medalista igrzysk olimpijskich.
Na igrzyskach olimpijskich w Los Angeles w 1932 roku Amerykanie w składzie: George Calnan, Gustave Heiss, Frank Righeimer, Tracy Jaeckel, Curtis Shears i Miguel de Capriles zdobyli brązowy medal w szpadzie drużynowej. Brał również udział w igrzyskach olimpijskich w Berlinie w 1936 roku, gdzie w szpadzie drużynowej był piąty. W obu przypadkach indywidualnie nie startował.
Nie zdobył medalu mistrzostw świata. 
Studiował na Uniwersytecie Princeton, następnie pracował między innymi w rodzinnej firmie.